# Кастело (Лука)
Кастело (итал. Castello) је насеље у Италији у округу Лука, региону Тоскана.
Према процени из 2011. у насељу је живело 84 становника. Насеље се налази на надморској висини од 179 м.